# Имамов, Яхё Курбанмурадович
Яхё Курбанмурадович Имамов (узб. Yahyo Qurbonmurodovich Imomov; род. 24 декабря 1989 года, Денауский район, Сурхандарьинская область, Узбекистан) — узбекский дзюдоист, выступающий в весовой категории до 81 кг. Участник XXX Летних Олимпийских игр, призёр Чемпионата Азии, победитель и призёр этапов Гран-при по дзюдо и турнира «Большого шлема».

## Карьера
В 2012 году на Чемпионате Азии по дзюдо в Ташкенте (Узбекистан) в весовой категории до 81 кг в полуфинале проиграл будущему чемпиону из Республики Корея Ким Джэ Бом. В утешительном раунде одолел казахского дзюдоиста Ислама Бозбаева и завоевал бронзовую медаль континента. На Летних Олимпийских играх в Лондоне (Великобритания) в весовой категории до 81 кг в 1/16 финала встретился с Ким Джэ Бом и не смог его одолеть. На турнире «Большого шлема» в Москве (Россия) завоевал серебряную медаль, уступив в финале российскому дзюдоисту Мурату Хабачирову.
В 2013 году на турнире серии «Большого шлема» в Париже (Франция) в весовой категории до 81 кг в финале одержал победу над чемпионом Европы грузинским дзюдоистом Автандил Чрикишвили. На Летней Универсиаде в Казани (Россия) в весовой категории до 81 кг в финале проиграл японцу Таконори Нагасе и завоевал серебряную медаль. На этапе Гран-при в Абу-Даби (ОАЭ) завоевал бронзовую медаль.
В 2014 году на этапе Гран-при по дзюдо в Ташкенте в финале проиграл греческому дзюдоисту Роману Мустопулосу (ныне Ведат Албайрак). В 2015 году на этапе Гран-при по дзюдо в Будапеште (Венгрия) завоевал первое место, в 2016 году на этапе в Ташкенте повторил успех. В 2017 году на этапе Гран-при по дзюдо в Ташкенте завоевал лишь бронзовую медаль.